# Cerkiew Abałackiej Ikony Matki Bożej „Znak” w Nowosybirsku
Cerkiew Abałackiej Ikony Matki Bożej „Znak” – prawosławna cerkiew w Nowosybirsku.
Cerkiew została wzniesiona w latach 1994–2000 dla istniejącej od dwóch lat parafii. 30 września 1994 biskup nowosybirski i barnaułski Tichon poświęcił kamień węgielny. Projekt budynku w stylu staroruskim wykonał P. Czernobrodcew. Budynek został oddany do użytku sakralnego sześć lat później.